# ام‌اس رودن
ام‌اس رودن (به انگلیسی: MS Rodin) یک کشتی است که طول آن ۱۸۵٫۸۲ متر (۶۱۰ فوت) می‌باشد.